# Brachurapteryx tesserata
Brachurapteryx tesserata là một loài bướm đêm trong họ Geometridae.